# Austrocarabodes bellicosus
Austrocarabodes bellicosus är en kvalsterart som beskrevs av P. Balogh 1988. Austrocarabodes bellicosus ingår i släktet Austrocarabodes och familjen Carabodidae. Inga underarter finns listade.